# Julie Tullis
Pas d'image ? Cliquez ici
Julie Tullis, née le 15 mars 1939 dans le Surrey et morte le 7 août 1986 sur le K2, est une alpiniste britannique.

## Biographie
Elle décède entre le 6 et le 7 août 1986 lors de la descente du K2 vraisemblablement de l'œdème pulmonaire de haute altitude au camp de base 4.